# Заболотний Олег Анатолійович
Олег Анатолійович Заболотний (нар. 1981, м. Калинівка, Вінницька область, Українська РСР, СРСР — 15 квітня 2022, м. Олександрія Кіровоградська область, Україна) — український військовослужбовець, підполковник, учасник російсько-української війни, який загинув під час російського вторгнення в Україну.

## Життєпис
Закінчив загальноосвітню школу № 2 у місті Калинівці, після чого вступив на навчання до Васильківського коледжу НАУ.
Брав участь у війні на сході України, учасник АТО (2014-2015).
Загинув 15 квітня 2022 року в результаті ракетного удару російських окупантів по аеродрому в м. Олександрії Кіровоградської області.
Похований у м. Калинівці Вінницької області.

## Нагороди
- орден «За мужність» III ступеня (2022, посмертно) — за особисту мужність і самовіддані дії, виявлені у захисті державного суверенітету та територіальної цілісності України, вірність військовій присязі[2].